# Cuisine macédonienne
La cuisine macédonienne est typique des Balkans par ses nombreuses influences grecques et turques, mais aussi, à moindre échelle, italiennes, allemandes et d'Europe centrale (surtout hongroises). Le climat relativement chaud de la Macédoine du Nord permet des conditions de culture excellentes pour beaucoup de légumes et de fruits. La cuisine macédonienne est réputée pour ses produits laitiers et ses alcools, comme le vin et la rakija. Le tavče gravče et la mastika, une liqueur de mastic, sont respectivement considérés comme le plat et la boisson nationale.

## Conservation et cuisson
Parmi les techniques de préparation et de conservation utilisées : le saumurage (poissons, fromages, viandes), la fermentation lactique, la macération, le malossol, le fumage et le séchage.
Les modes de cuisson sont variés et comprennent principalement le mijotage, le braisage, le rôtissage, la grillade, la réduction, la cuisson à l'étouffée et le bouillon.

## Ingrédients
Légumes
- pomme de terre
- haricots
- betteraves
- piments
- choux
- aubergines
- concombres
- courgettes

Fruits courants
- raisins
- tomates
- olives
- pommes, poires
- pastèques
- coings
- prunes
- cerises

Viandes
- mouton, agneau
- porc
- bœuf
- volaille

Poissons
- truite d'Ohrid

Fines herbes et assaisonnements
- menthe
- persil
- paprika
- laurier
- ail
- origan

## Plats traditionnels
Salades
- chopska salata
- pindjour

Viandes
- kebapi
- bourek
- Pljeskavica
- pastrama
- selsko meso

Plats cuisinés
- tavče gravče
- turli tava

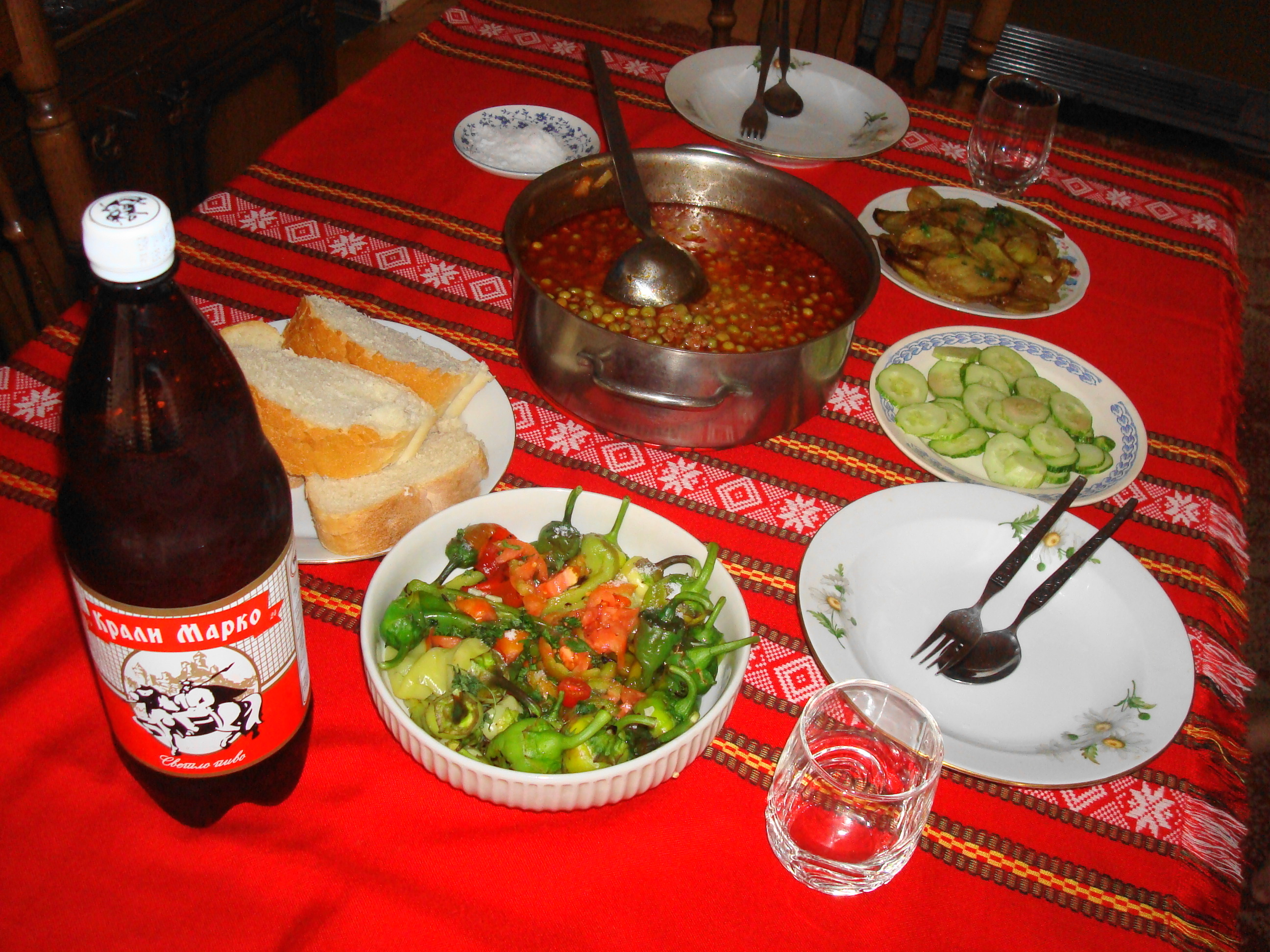
Une table macédonienne.

- poivrons et feuilles de vigne farcies
- popara
- kachamak

 Condiments
- ajvar
- malidzano

Fromages
- kachkaval

Desserts
- baklava
- tulumba
- pita
- palatchinké
- lokoum
- kanayf

## Boissons
Le café turc, servi dans les kafane traditionnelles, est la boisson la plus emblématique de la Macédoine du Nord. Il fait toutefois face à la concurrence du café à l'occidentale, préféré par les jeunes et jugé plus élégant. Le café a un rôle crucial dans la vie quotidienne car c'est un moment d'interaction sociale et d'hospitalité.
La Macédoine du Nord compte quelques brasseries, comme la Skopska Pivarnica et la Prilepska Pivarnica, qui produisent la Skopsko, la Dab et la Krale Marko, les principales marques locales. Le vin macédonien est de plus en plus reconnu. Les vignobles alternent entre cépages locaux, comme la smederevska, et internationaux, comme le merlot. Le kéfir est une boisson lactée traditionnelle, et la rakija est une eau-de-vie, faite généralement avec du coing, de la poire et de la prune par les agriculteurs macédoniens. La mastika est faite avec la sève d'un pistachier, le pistacia lentiscus.